# RQ-5 헌터
RQ-5 헌터는 이스라엘 IAI가 제작한 무인정찰기이다. 미국의 노드롭 그루만이 제작하여 미군에 공급했다.
헌터(700 kg)는 한국의 군단급 무인기 비조(290 kg)의 2배 이상의 무게를 갖는다. 미국은 헌터의 후속기로 MQ-1 프레데터(1톤)을 개발했다. 헌터는 미군을 위해 생산도중 계획이 취소되었으며, 사단급 무인기인 RQ-7 섀도(170 kg)로 교체되었다. 그러나 미군은 이미 생산된 몇 대의 헌터를 계속 사용하고 있다.
RQ-5 헌터는 무게 20 kg인 GBU-44/B 레이저 유도 폭탄을 장착한 공격기로 활용된다.

## 제원
일반 특성
- 화물: 90 kg (198 lb)
- 길이: 7 m (23 ft 0 in)
- 날개폭: 8.9 m (29 ft 2 in)
- 최대이륙중량: 885 kg (1,950 lb)
- 엔진: 2 × Moto Guzzi twin cylinder, 4 stroke engines

성능
- 지속시간: 11.6 시간, 260 km (140 nmi; 162 mi)
- 최대고도: 4,600 m (15,092 ft)

## 같이 보기
연속 시리즈
- MQ-1 프레데터 - RQ-2 파이오니어 - RQ-3 다크스타 - RQ-4 글로벌 호크 - MQ-5 헌터 - RQ-6 아웃라이더 - RQ-7 섀도 - RQ-8 파이어스카우트 - MQ-9 리퍼 - RQ-11 레이븐

유사 항공기
- 비조
- 서처 II
- 대한항공 무인항공기
- KUS-9

더 둘러보기
- 정찰기
- 무인항공기
- U-2: 미국 록히드 마틴의 고고도 유인 정찰기